# Gočaltovo
Gočaltovo (allemand : Goldshof, est un village de Slovaquie situé dans la région de Košice.

## Histoire
Première mention écrite du village en 1318.

## Démographie

### Évolution de la population
| Année:               | 1994. | 2004.   | 2014.   | 2024.    |
| -------------------- | ----- | ------- | ------- | -------- |
| Nombre de personnes: | 270   | 249     | 246     | 209      |
| Différence:          |       | -7,77 % | -1,20 % | -15,04 % |

| Année:               | 2023. | 2024.   |
| -------------------- | ----- | ------- |
| Nombre de personnes: | 218   | 209     |
| Différence:          |       | -4,12 % |